# جیمز وستفال
 جیمز وستفال (انگلیسی: James Westphal؛ زاده ۱۳ ژوئن ۱۹۳۰ درگذشته ۸ سپتامبر ۲۰۰۴) یک فیزیک‌دان، و ستاره‌شناس اهل ایالات متحده آمریکا بود.